# Лазерне свердління

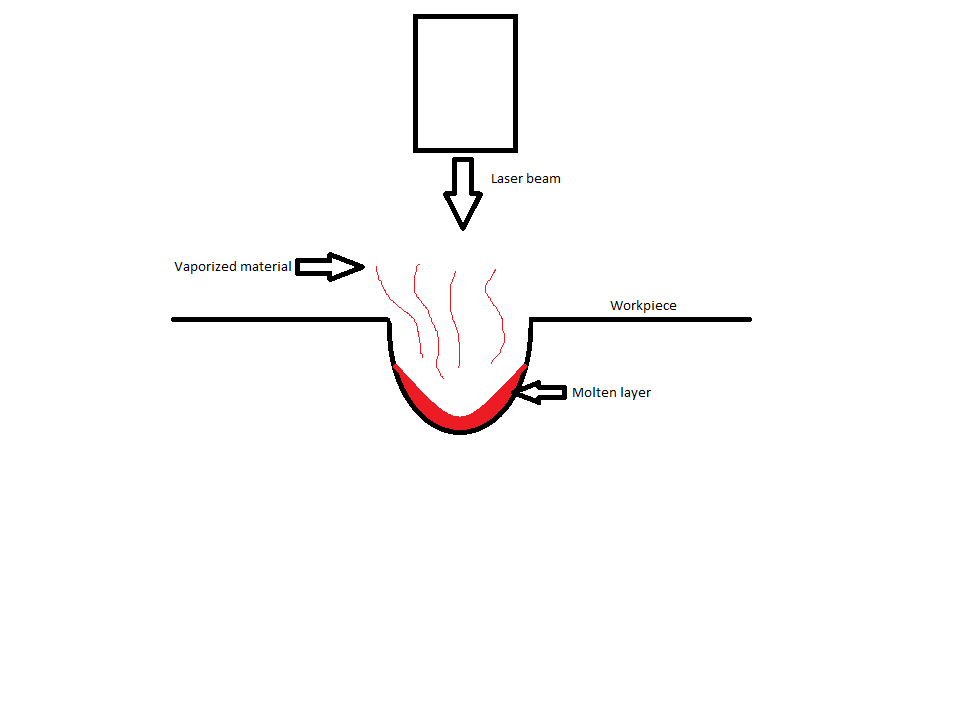
Схематичне зображення процесу лазерного свердління

Ла́зерне свердлі́ння (англ. laser drilling) — лазерна технологія обробки матеріалів, при якій з використанням сфокусованого лазерного променя всередину заготовки локально передається така кількість енергії, що в результаті відбувається розплавлення і часткове випаровування матеріалу цієї заготовки. Цим методом виконуються отвори діаметром 0,003…1 мм при відношенні глибини до діаметра від 0,5 до 10. Продуктивність прошивання малих отворів може досягати десятків і навіть тисяч на секунду. Особливо ефективним є оброблення мікро- та наноотворів у деталях із надтвердих матеріалів з низькою теплопровідністю

## Принцип лазерного свердління
Основними процесами при лазерному свердлінні матеріалів, так само як і при лазерному різанні, є розігрів, плавлення і випаровування із зони лазерного опромінення. Для того щоб забезпечити дані процеси, необхідно мати щільності потужності 106…109 Вт/см², які створюються оптичною системою у фокальній плямі. У процесі свердління при поглибленні отвору іонізована пара (плазма) витискається назовні за рахунок різниці тисків між зовнішнім середовищем і внутрішнім простором отвору.

## Методи лазерного свердління

### Одноімпульсне лазерне свердління
При цьому методі лазерне випромінювання включається лише на короткий час, і свердління наскрізного отвору в матеріалі виконується за один імпульс випромінювання.
Недоліками цього методу є мала максимальна товщина матеріалу для такого свердління (до 2 мм) і велика енергія, необхідна для лазерного імпульсу.
При застосуванні випромінювання твердотільного лазера з накачуванням лампою-спалахом відтворюваність параметрів свердління обмежується низькою стабільністю енергії імпульсів лазерного випромінювання.
Використання випромінювання волоконного лазера значно підвищує відтворюваність параметрів свердління.

### Перкусійне (ударне) лазерне свердління
При цьому методі декілька імпульсів лазерного випромінювання почергово б'ють в одну і ту ж точку на поверхні заготовки, розплавляючи та випаровуючи деяку кількість її матеріалу. Після цього розплавлений матеріал витісняється з отвору під дією тиску парової фракції матеріалу. Це дозволяє виконувати суттєво глибші отвори (близько 30 мм), ніж при методі лазерного свердління одноімпульсним випромінюванням.
Перевагами даного методу є збільшена глибина свердління, можливість виконання отворів під кутом до поверхні, вища геометрична точність отворів (за конусністю) та можливість обробки навіть дуже твердих матеріалів.
Недоліком методу є збільшена тривалість технологічного процесу.

### Трепануюче лазерне свердління
При цьому методі спочатку виконується наскрізний отвір, як і при перкусійному лазерному свердлінні. Потім отвір розширюється до необхідного діаметра шляхом відносного руху лазерного променя і заготовки.
До переваг цього методу належить зменшена товщина оплавленого шару на стінці отвору.
Його недолік полягає у можливості пошкоджень задньої стінки заготовки, так як під час відносного руху лазерний промінь проходить крізь отвір.

### Спіральне лазерне свердління
За принципом дії цей метод є ідентичним до перкусійного лазерного свердління й відрізняється від нього лише додатковим рухом лазерного променя по спіралі.
Спіральне лазерне свердління підходить перш за все для виконання високоточних отворів (за діаметром і концентричністю) у заготовках товщиною до 2 мм. Крім цього, цей метод також дозволяє виконувати отвори з додатною та від'ємною конусністю.

## Переваги та недоліки лазерного свердління
Переваги
- безконтактність обробки без прикладання зусилля до самої заготовки;
- можливість застосування лазерного свердління для виконання отворів у важкодоступних місцях (наприклад, в паливних форсунках), завдяки використанню дрібної оптики;
- мінімальна теплове навантаження і відсутність потреби в охолоджувальній рідині;
- добрі умов для автоматизації процесу;
- технологічна гнучкість;
- можливість виготовлення отворів мінімального діаметра (приблизно від 40 мкм), які практично не піддаються традиційному механічного свердлінню або зовсім не можуть бути виконані з його допомогою.

Недоліки
- переважно вища порівняно з традиційними методами вартість свердління;
- значні порівняно з традиційними методами енергозатрати, а значить низький ККД.

## Використання
Лазерне свердління широко застосовують для отримання отворів не тільки в твердих і надтвердих матеріалах, але і в матеріалах, що відрізняються підвищеною крихкістю.
До матеріалів, що підлягають свердлінню з допомогою променя лазера, належать такі неметали, як алмази, рубінові камені, ферити, кераміка тощо, свердління отворів у яких звичайними методами становить певні труднощі чи є малоефективним.
Ця технологія забезпечує отримання отворів:
- у крилах літаків для відсмоктування приграничного шару повітряного потоку при обтіканні;
- в лопатках турбін для їх повітряного охолодження;
- у форсунках для дизельних двигунів автомобілів;
- у виробах з листового металу, що мають тонку геометрію.